# Mistrzostwa Europy w Boksie 2004
XXXV Mistrzostwa Europy w Boksie Mężczyzn  odbyły się w dniach 19–29 lutego 2004 w hali sportowej w Puli (Chorwacja). Walczono w jedenastu kategoriach wagowych (zlikwidowano kategorię lekkośrednią). Startowało 292 uczestników z 43 państw, w tym jedenastu reprezentantów Polski.

## Medaliści

### Waga papierowa
| Złoto                  | Srebro               | Brąz                                     |
| ---------------------- | -------------------- | ---------------------------------------- |
| Siergiej Kazakow Rosja | Alfonso Pinto Włochy | Salim Salimow Bułgaria · Pál Bedák Węgry |

### Waga musza
| Złoto                    | Srebro                | Brąz                                         |
| ------------------------ | --------------------- | -------------------------------------------- |
| Gieorgij Bałakszyn Rosja | Nikoloz Izoria Gruzja | Andrzej Rżany Polska · Rustam Rahimov Niemcy |

### Waga kogucia
| Złoto                   | Srebro             | Brąz                                               |
| ----------------------- | ------------------ | -------------------------------------------------- |
| Giennadij Kowalow Rosja | Ali Hallab Francja | Andrzej Liczik Polska · Detelin Dałakliew Bułgaria |

### Waga piórkowa
| Złoto                 | Srebro                   | Brąz                                                       |
| --------------------- | ------------------------ | ---------------------------------------------------------- |
| Vitali Tajbert Niemcy | Khedafi Djelkhir Francja | Michaił Biernadski Białoruś · Konstantine Kupatadze Gruzja |

### Waga lekka
| Złoto                       | Srebro              | Brąz                                         |
| --------------------------- | ------------------- | -------------------------------------------- |
| Dimitar Sztilianow Bułgaria | Selçuk Aydın Turcja | Gyula Káté Węgry · Domenico Valentino Włochy |

### Waga lekkopółśrednia
| Złoto                   | Srebro                | Brąz                                           |
| ----------------------- | --------------------- | ---------------------------------------------- |
| Aleksandr Maletin Rosja | Ihor Paszczuk Ukraina | Willy Blain Francja · Mustafa Karagöllü Turcja |

### Waga półśrednia
| Złoto             | Srebro              | Brąz                                                   |
| ----------------- | ------------------- | ------------------------------------------------------ |
| Oleg Saitow Rosja | Xavier Noël Francja | Ruslan Xeyirov Azerbejdżan · Rolandas Jasevičius Litwa |

### Waga średnia
| Złoto                         | Srebro                 | Brąz                                          |
| ----------------------------- | ---------------------- | --------------------------------------------- |
| Gajdarbiek Gajdarbiekow Rosja | Lukas Wilaschek Niemcy | Cavid Tağıyev Azerbejdżan · Andy Lee Irlandia |

### Waga półciężka
| Złoto                      | Srebro                   | Brąz                                             |
| -------------------------- | ------------------------ | ------------------------------------------------ |
| Jewgienij Makarienko Rosja | Mario Šivolija Chorwacja | Aleksy Kuziemski Polska · Andrij Fedczuk Ukraina |

### Waga ciężka
| Złoto                      | Srebro                | Brąz                                              |
| -------------------------- | --------------------- | ------------------------------------------------- |
| Aleksandr Aleksiejew Rosja | Wiktor Zujew Białoruś | Vedran Đipalo Chorwacja · Ertuğrul Ergezen Turcja |

### Waga superciężka
| Złoto                     | Srebro                    | Brąz                                               |
| ------------------------- | ------------------------- | -------------------------------------------------- |
| Aleksandr Powietkin Rosja | Roberto Cammarelle Włochy | Siergiej Rożnow Bułgaria · Jaroslavas Jakšto Litwa |

## Występy Polaków
- Łukasz Maszczyk (waga papierowa) przegrał pierwszą walkę w eliminacjach z Muminem Velim (Macedonia)
- Andrzej Rżany (waga musza) wygrał w eliminacjach z Mirsadem Ahmetim (Chorwacja), w ćwierćfinale z Fuadem Aslanovem (Azerbejdżan), a w półfinale przegrał z Nikolozem Izorią (Gruzja) zdobywając brązowy medal
- Andrzej Liczik (waga kogucia) wygrał w eliminacjach z Mario Pisantim (Włochy), w ćwierćfinale z Andreasem Proppem (Niemcy), a w półfinale przegrał z Alim Hallabem (Francja) zdobywając brązowy medal
- Krzysztof Szot (waga piórkowa) wygrał w eliminacjach z Jetišem Bajramim (Chorwacja) i Ramadanim Ridvanem (Macedonia), a w ćwierćfinale przegrał z Konstantinem Kupatadze (Gruzja)
- Marcin Łęgowski (waga lekka) wygrał w eliminacjach z Araikiem Šachbazjanem (Czechy), a w ćwierćfinale przegrał z Gyulą Káté (Węgry)
- Sławomir Malinowski (waga lekkopółśrednia) przegrał pierwszą walkę w eliminacjach z Mohamedem Massoudym (Norwegia)
- Mirosław Nowosada (waga półśrednia) przegrał pierwszą walkę w eliminacjach z Rusłanem Chairowem (Azerbejdżan)
- Piotr Wilczewski (waga średnia) przegrał pierwszą walkę w eliminacjach z Károlym Balzsayem (Węgry)
- Aleksy Kuziemski (waga półciężka) wygrał w eliminacjach z Robertem Krambergerem (Słowenia), w ćwierćfinale z Andreasem Istvánem Szücsem (Węgry), a w półfinale przegrał z Jewgienijem Makarienko (Rosja) zdobywając brązowy medal
- Mateusz Malujda (waga ciężka) przegrał pierwszą walkę w eliminacjach z Vedranem Đipalo (Chorwacja)
- Mariusz Wach (waga superciężka) wygrał w eliminacjach z Primislavem Primrovskim (Macedonia) i z Gheorghe Gavrilą (Rumunia), a w ćwierćfinale przegrał z Siergiejem Rożnowem (Bułgaria)